# 下川恭平
下川 恭平（しもかわ きょうへい、2004年〈平成16年〉8月11日 - ）は、日本の俳優。
北海道出身。ワタナベエンターテインメントを経て、2023年12月1日サーブプロモーションへの所属を発表。

## 出演

### テレビドラマ
- おんな城主直虎（2017年9月3日、NHK大河ドラマ） - 鈴木重好（少年期） 役
- 小さな橋で（2017年9月18日、BSスカパー!)
- 風の市兵衛（2018年6月、NHK総合） - 新吉 役
- 健康で文化的な最低限度の生活（2018年8月28日、関西テレビ） - 中林吉徳（幼少期） 役
- 魔法×戦士 マジマジョピュアーズ!（2018年、テレビ東京） - 小田原カイト 役
- フルーツ宅配便（2019年1月 - 3月、テレビ東京） - 咲田真一（少年期） 役
- 悪魔の弁護人・御子柴礼司〜贖罪の奏鳴曲〜（2019年12月28日、東海テレビ） - 嘘崎雷也 役
- こころのフフフ（2021年8月15日、WOWOW） - 中西康司 役
- ペットドクター花咲万太郎の事件カルテ（2022年3月26日、BS-TBS） - 西川亮磨 役
- 黄金の刻〜服部金太郎物語〜（2024年3月30日、テレビ朝日） - 岩倉善路（青年期） 役
- 素晴らしき哉、先生!（2024年8月18日 - 10月6日、朝日放送テレビ・テレビ朝日） - 宮坂和磨 役[2][3][4]

### CM
- 河合塾マナビス冬期講習 高校1年編

### 舞台
- 舞台『ウェンディ&ピーターパン』（2021年8月13日 - 9月5日） - トム 役[5]
- 舞台「鬼滅の刃」其ノ参 無限夢列車（2022年） - 煉獄千寿郎 役[6]
- タクフェス 第13弾『くちづけ』（2025年11月24日 - 2026年1月8日〈予定〉）[7]

### 映画
- 光を追いかけて（2021年10月1日、ラビットハウス） - 田村翔太 役
- 神は見返りを求める（2022年6月24日、パルコ） - ハイパーマリオ 役
- TELL ME 〜hideと見た景色〜（2022年7月8日、KADOKAWA） - ヒロシ（青年期） 役[8]
- まなみ100%（2023年9月29日、SPOTTED PRODUCTIONS） - 熊野 役[9]
- こころのふた〜雪ふるまちで〜（2024年6月14日、The icon） - 白石学 役[10]
- 国宝（2025年6月6日、東宝）-徳次 役